# 忽儿都答
忽儿都答，元朝军事人物，阿速氏，阿儿思兰的孙子，捏古来的儿子。    
捏古来跟随兀良哈台征讨大理国，有功，兀良哈台赏以白金名马。伐南宋时，中流矢而死。忽儿都答充管军百户。忽必烈命他跟随不罗那颜（孛羅）出使哈儿马某（忽鲁谟斯）之地，因病去世。其子忽都帖木儿。